# 高橋正治
高橋 正治（たかはし しょうじ、1925年9月6日 - 1995年12月26日）は、日本の国文学者。元清泉女子大学文学部教授。また、駿台予備校の古文講師も担当。

## 略年記
- 1925年（大正14年）9月、神奈川県逗子市に生まれる。
- 1952年（昭和27年）3月、東京大学文学部国文学科卒業。
- 1957年（昭和32年）3月、東京大学大学院人文科学研究科博士課程修了[1]。
- 1961年（昭和36年）4月、清泉女子大学講師。
- 1964年（昭和39年）、清泉女子大学助教授[1]。
- 1969年（昭和44年）、清泉女子大学教授[1]。
- 1995年（平成7年）、心筋梗塞のため逝去[1]。

## 著書
- 『大和物語』(塙選書;25)、塙書房、1962年10月。
- 『日本古典文学全書8』「大和物語」（校注・訳）、小学館、1972年。
- 『必修古文読解教則本』(駿台受験叢書)、駿台文庫、1981年4月。
- 『大学入試必ずワカる国語の学習法』(駿台ブックス)、駿台文庫、1986年7月。（藤田修一と共著。）
- 『大和物語の研究. 系統別本文篇 上・下』、臨川書店、1988年10月。
- 『大和物語』(新典社校本叢書;2)、新典社、1988年4月。
- 『大和物語諸本目録』、新典社、1988年10月。
- 『大学受験必修頻出古文単語200』(駿台受験叢書)、駿台文庫、1989年9月。
- 『古文読解問題集』(駿台受験叢書)、駿台文庫、1993年12月。
- 『新編日本古典文学全書12』「大和物語」（校注・訳）、小学館、1994年12月20日。